# Richard Wagner (Schiff, 1886)
Die stählerne Viermastbark Richard Wagner wurde 1886 auf der Joh. C. Tecklenborg Werft in Geestemünde gebaut. Das Frachtschiff wurde nach dem deutschen Komponisten Richard Wagner benannt.

## Geschichte
Der Stapellauf erfolgte am 6. April 1886, eine Woche nach dem Tod des Auftraggebers Franz Tecklenborg (1807–1886). Eigentümer waren seine Witwe Wilhelmine geb. Brandorff (1821–1893) und seine Tochter Emma Franziska Tecklenborg (1835–1922).
Die Bereederung erfolgte zunächst durch die in Bremen ansässige Franz Tecklenborg Reederei, welche als Korrespondentreeder tätig war. Die Reedereigeschäfte verantworteten Eduard Tecklenborg (1849–1926) und sein Onkel August Tecklenborg (1816–1890).
Die Namensgebung des Schiffes folgte der Tradition der Franz Tecklenborg Reederei, diese nach bekannten Komponisten oder deren musikalischen Werken zu benennen.
Die Richard Wagner markierte den Wechsel vom Holz- zum Stahlschiffbau auf der Joh. C. Tecklenborg Werft. Da Stahl in dieser Zeit als Baumaterial für Schiffe noch nicht weitläufig im Einsatz war, musste der Stahl aus England eingeführt werden.
Die Jungfernreise machte die Richard Wagner am 22. Mai 1886 mit einer Ladung Kohle von Newcastle nach San Francisco.
Kapitän des Schiffs war von 1886 bis 1892 Otto Romberg. Romberg war der Bruder des Direktors der Bremer Seefahrtsschule Heinrich Wilhelm Ludwig Romberg. welcher mit einer Tochter des Auftraggebers Franz Tecklenborg (1807–1886), Elisabeth Tecklenborg (1841–1872) verheiratet war.
Am 26. Juli 1889 wurde das Schiff an die Hamburger Reederei B.Wencke Söhne verkauft und in Hera umbenannt. 1906 ging das Schiff ins Eigentum der Rhederei Actien-Gesellschaft von 1896, Hamburg über.

### Untergang
Am 1. Februar 1914 ging das Schiff, welches seit 1912 unter der Führung des Kapitäns Johann Peter Lorenz (1883–1914) stand, verloren. Mit einer Ladung Salpeter aus Südamerika strandete die Viermastbark Hera kurz vor dem englischen Bestimmungshafen Falmouth in der Gerrans Bay. Die Besatzung versuchte, Rettungsboote zu Wasser zu lassen, doch diese kenterten. Nur 5 überlebten, indem sie sich an den einzigen verbliebenen Mast klammerten. 19 Seeleute wurden an Land gespült und in einem Massengrab auf dem Kirchhof von Veryan beigesetzt, darunter auch der Kapitän. Am 1. Februar 2014, ein Jahrhundert nach dem Untergang der Hera, fand in der Kirche von Veryan ein Gedenkgottesdienst statt, an dem viele Menschen teilnahmen, darunter Angehörige der Schiffbrüchigen und der RNLI, deren Besatzung die fünf Überlebenden gerettet hatte.